# Конрад (озеро)
Конра́д (укр. Конрад, крымскотат. Qoñrat, Къонърат) — солёное озеро, расположенное на западе Сакского района. Площадь — км². Тип общей минерализации — солёное. Происхождение — лиманное. Группа гидрологического режима — бессточное. Издание «Ресурсы поверхностных вод СССР. Том 6: Украина и Молдавия. Выпуск 4: Крым» не выделяет в отдельный водоём и упоминается как часть озера Тереклы под названием Тереклы-Конрадское.

## География
Входит в Евпаторийскую группу озёр. Длина — 1,36 км. Ширина наибольшая — 0,28 км. Ближайший населённый пункт — село Молочное, расположенное севернее озера.
Конрад отделён от Чёрного моря перешейком по которому проходит дорога без твёрдого покрытия. Озёрная котловина водоёма неправильной округлой удлинённой формы повторяя изгиб береговой линии, вытянутая с северо-запада на юго-восток. Берега пологие. Реки не впадают. Западнее озера в непосредственной близости расположено озеро Тереклы между которыми проходит дорога с твердым покрытием в село Молочное.
На дне залегает толща донных отложений: илистые чёрные в верхнем слое, затем серые и стально-серые, иногда с голубоватым оттенком. Высшая водная растительность развивается успешно лишь в опреснённых верховьях озёр и у выходов маломинирализованных подземных вод. Озеро зарастает водной растительностью преимущественно на опреснённых участках — в лагунах у пересыпей, в устьях впадающих балок, в зоне выходов подземных вод. Тут интенсивно развиваются различные водоросли, вплоть до цветения воды. В некоторые годы водоросли придают летом озёрной рапе красноватый или зеленоватый оттенок.
Среднегодовое количество осадков — около 400 мм. Питание: смешанное — поверхностные и подземные воды Причерноморского артезианского бассейна, морские фильтрационные воды.

## История

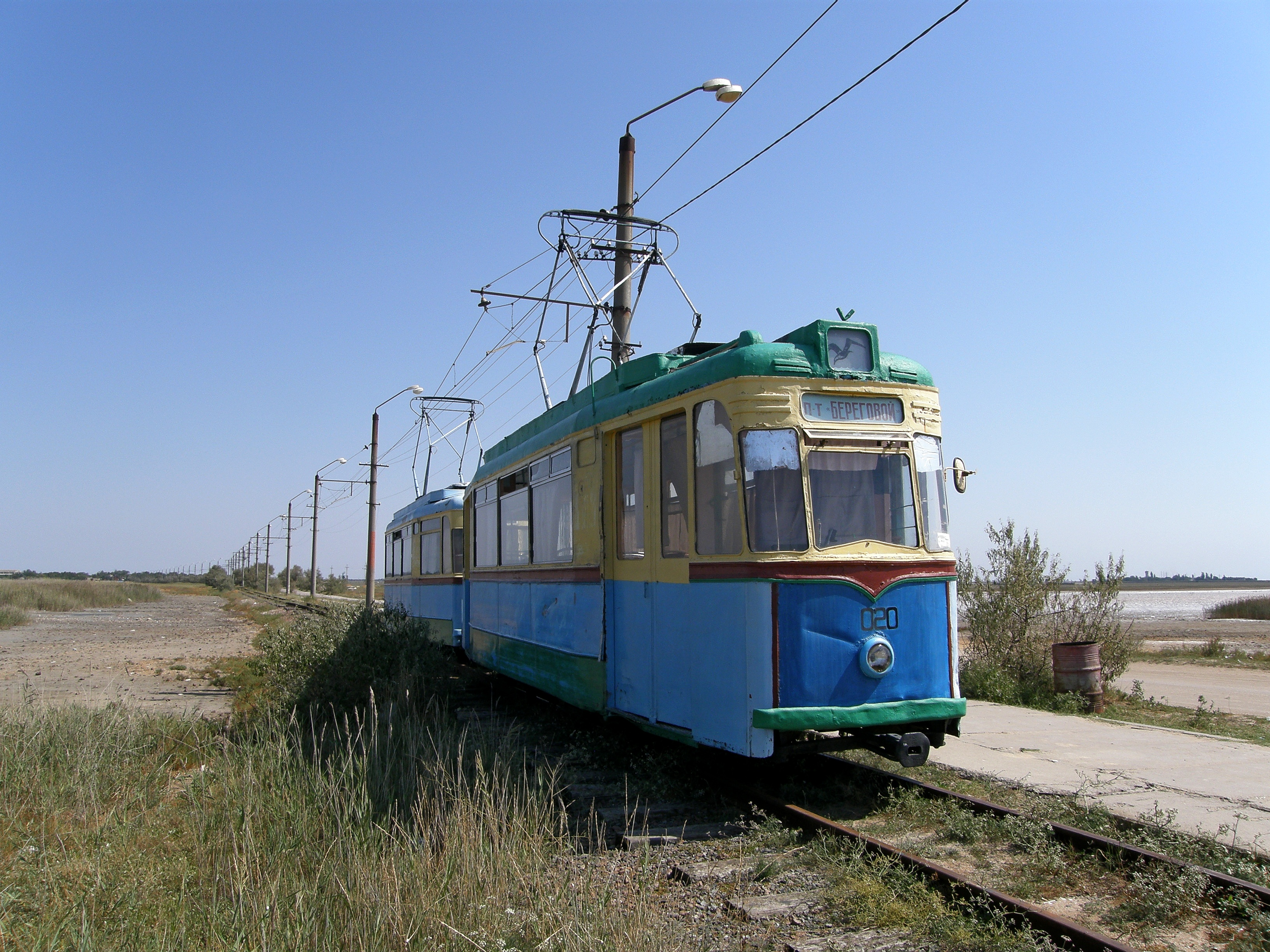
Трамвайная система пансионата Береговой (в настоящее время не действует). Справа — озеро Конрад, слева — озеро Солёное

По берегу озера проходит трамвайная система построенная силами Коростенского отделения Юго-Западной железной дороги, которая соединяла пансионат «Береговой» и село Молочное в полутора километрах от моря с пляжами на пересыпи озера Конрад и озера Солёное. Система была открыта 18 августа 1989 года. Трамвай окончательно прекратил работу летом 2016 года.

## Хозяйственное значения
Грязи (иловые сульфидные приморского типа) озера отнесены к категории лечебных и по этому озеро является местом рекреации. Является одним из 14 грязевых месторождений Крыма, имеющих утверждённые Советом Министров УССР зоны санитарной охраны.